# Grb Mozambika
Grb Mozambika u sadašnjem izdanju službeno je usvojen 1990.
Grb prikazuje zupčanik okružen kukuruzom i šećernom trskom. U sredini je crveno sunce iznad zelene mape Mozambika i plavih valovitih crta, a ispred su knjiga, motika i Kalašnjikov AK-47. Iznad sunca je crvena zvijezda, a ispod crvena traka sa službenim imenom države na portugalskom. 
Prema ustavu Mozambika, kukuruz i šećerna trska predstavljaju poljoprivredno bogatstvo, zupčanik rad i industriju, knjiga obrazovanje, motika "seljaštvo i poljoprivredne proizvode", AK-47 "obranu i budnost", a crvena zvijezda socijalizam i "duh međunarodne solidarnosti mozambičkog naroda". Crveno sunce simbolizira rađanje novog života.

#### Prijašnji grbovi
- Grb Portugalske Istočne Afrike od 1935. do 1975.